# Ілліно (Володарський район)
Ілліно (рос. Ильино) — селище в Володарському районі Нижньогородської області Російської Федерації.
Населення становить 2242 особи. Входить до складу муніципального утворення Іллінська сільрада.

## Історія
Від 2009 року входить до складу муніципального утворення Іллінська сільрада.

## Населення
| 1905 | 1926 | 1999  | 2002  | 2010  |
| ---- | ---- | ----- | ----- | ----- |
| 57   | ↗190 | ↗1950 | ↘1666 | ↗2242 |